# Hierodula doveri
Hierodula doveri är en bönsyrseart som beskrevs av Lucien Chopard 1924. Hierodula doveri ingår i släktet Hierodula och familjen Mantidae. Inga underarter finns listade i Catalogue of Life.